# 所罗门·沃尔科夫
所罗门·莫伊谢耶维奇·沃尔科夫（俄语：Соломон Моисеевич Волков，1944年4月17日—），俄罗斯记者和音乐学家。他最著名的作品是《见证》，该书于1976年从苏联移民美国后于1979年出版。他声称这本书是作曲家德米特里·肖斯塔科维奇的回忆录。

## 生平
所罗门·沃尔科夫於1944年生於塔吉克斯坦列寧納巴德（Leninabad，今苦盏）附近的烏羅特帕（Uroteppa，今伊斯塔拉夫尚）。他进入列宁格勒音乐学院学习小提琴，并于1967年毕业。他在該校继续攻读音乐学直至1971年止，其研究專項則是俄羅斯、蘇聯的音樂歷史與美學，以及音樂感覺，音樂演奏心理等。他的著述甚多，其文章散見於學術性刊物及一般的普及雜誌。沃氏曾任蘇聯作曲家協會與蘇聯文化部合辦的《蘇聯音樂》的高級編輯，以及室內歌劇實驗劇院的藝術指導一職。1972年，沃氏成為作曲家協會會員。
1976年6月，沃氏前往美國，任職哥倫比亞大學俄羅斯研究所副研究員迄今。

## 《證言》的真實性
沃爾科夫聲稱藉由1971年-1974年間所默錄的口述記錄而寫就了《證言》一書，並由作曲家簽名證實後，再整理出版。不過，其手稿卻從未公開過。多位蕭士塔高維奇生前的作曲家好友、他的兩名子女，以及晚期形影不離的第三任妻子伊麗娜等，都質疑此書的可信性。但亦有多位曾和他共事的親友，包括好友兼前蘇聯的音樂評論家利柏定斯基（Lev Lebedinsky）、女婿馬克列維諾夫（Maxim Litvinov）、大提琴家羅斯卓波維契（Mstislav Rostropovich）等人表態支持本書的真實性。1991年蘇聯解體後，蕭士塔高維奇的兒子馬克森（Maxim Shostakovich）曾公開表示，《證言》的確是父親的親身口述。
由於當時政治環境的特殊，《證言》的內容與取向恰恰滿足了西方人士的期待，使得《證言》在西方風行一時。湯尼‧帕爾瑪在1987年曾將全書拍攝成電影作品。